# Термоелектрана Костолац
Термоелектране „Костолац“ (ТЕ „Костолац“ или ТЕ-КО) су термоелектране на лигнит, укупне инсталационе снаге 1007 MW и максималне производње 6.256.576 MWh електричне енергије годишње (2011), што чини око 14% укупне производње ЕПС-а. Електране се налазе у близини града Костолца и археолошког налазишта Виминацијум. Налази се у оквиру привредног друштва Термоелектране и копови „Костолац“ д.о.о. које обухвата: површинске копове „Ћириковац“ и „Дрмно“ и термоелектране „Костолац А“ и „Костолац Б“.

## Привредно друштво
Привредно друштво има дугу традицију која је започела још у 19. веку. У садашњем облику постоји од 1. јануара 2006. године, када је у оквиру процеса реорганизације ЕПС-а извршено спајање јавних предузећа: Површински копови „Костолац“ и Термоелектране „Костолац“. Привредно друштво има седиште у Костолцу и налази се у државној својини, као и његов оснивач, ЕПС. Основна делатност му је производња термоелектричне енергије. По производњи електричне енергије термоелектране су значајан чинилац у укупној производњи енергије у Србији. Топлотна енергију која се ослобађа приликом процеса производње, користи се за грејање (топлификацију) Пожаревца, Костолца и околних села у зимским месецима. Осим тога, предузеће се бави ископавањем и производњом угља за потребе термоелектрана и за широку употребу, а као нуспроизвод ископавања настаје откривка, површински слој, који се користи за ревитализацију земљишта.

## Глас произвођача
У оквиру друштва штампа се лист „Глас произвођача“. Први број је изашао 25. маја 1957. године, под именом „Новине“. Лист се бави свакодневним дешавањима везаним за ово привредно друштво, али и његовом историјом. На званичној интернет презентацији друштва могу да се прочитају старији бројеви, од октобра 2009.

## Важни датуми из историје
Костолац је дао велики допринос развоју индустријализације у Србији крајем 19. и током целог 20. века. 
Крајем 19. века угаљ се користио за парне млинове, пиваре, парне бродове, парне локомотиве у производњи шпиритуса, папира. Увозио се из Чешке, Словачке, Румуније, Босне.

#### Почетак експлоатације угља
У марту 1870. године у Костолцу, у пробном окну, пронађен је угаљ на тридесет и девет метара дубине. Истраживање је трајало до маја 1872. године. Већ 3. новембра 1873. године издата је прва повластица за копање угља чешком предузетнику Фрањи Вштечком и београдском предузетнику Ђорђу Вајферту. Наредних година угљарско предузеће у Костолцу је једино стално предузеће и једини извозник угља у Србији.

#### Мини-електрана
За потребе рудника и уличне расвете 1903. произведени први киловати електричне енергије у импровизованој мини-централи са „Шкода“ динамом снаге 45 kW.

#### Други светски рат
Почетком Другог светског рата, при окупацији тадашње Југославије, рудник преузима и конфискује ратно министарство индустрије Немачке. Немачки војници ушли су у рудник 13. маја 1941. године. Истовремено, у пристаниште, одакле се превозио угаљ, ушао је тегљач у пратњи два моторна борбена бродића. Рударима је понуђено да остану на послу уз надокнаду од 11 марака у боновима, али је уведена и радна обавеза за мештане околних села. Касније ће ту настати и радни логор у који су довођени чак и кажњени немачки војници.
Немци су одмах по доласку објединили управу над рудницима. У руднику је радило 550 радника и производња је била на нивоу предратне од 200.000 тона угља. Истовремено са експлоатацијом угља из јама, Немци су радили и на откривању угља у околини. Те године начинили су 101 бушотину, а у пролеће 1942. године доносе парне багере из Баварске. Скидали су јаловину и откривали нове угљене слојеве. Јаловина је вожена на јаловиште у ритове Дунавца, на коме је касније никао град Костолац. У лето 1942. године започета је и градња термоелектране у Костолцу, за коју су већ биле пристигле прве машине. Такође, започета је изградња далековода Костолац - Бор и Костолац - Београд. Површинска експлоатација угља, прва на подручју Балкана, званично је започета у Костолцу 26. септембра 1943. године.
Крајем августа 1944. године било је откривено укупно 100.000 тона угља. Приликом борби са Црвеном армијом, Немци нису уништили рударску опрему, нити су минирали откоп, мада је експлозив био постављен. Одмах по доласку Црвене армије и Народноослободилачке војске, над сва три рудника, као стратешки важним објектима постављена је војна управа. Први шлеп са угљем из Костолца у Београд је стигао 30. октобра 1944. године, десет дана после ослобођења престонице. Угаљ је био неопходан за снабдевање београдске електране и становништву. Угаљ је копан у две јаме: „Стари Костолац“ и „Кленовник“ али и на површинском копу који је тада назван „Нови Костолац“.

#### Изградња термоелектране „Мали Костолац“[6]
После ослобођења, нове власти сагледавају могућност наставка градње термоелектране коју су започели Немци. Међутим, у том тренутку било је немогуће пронаћи планове, техничку документацију и део машина, које су Немци однели са собом. Тада се доноси одлука да се изврши санација прве термоелектране у Београду, снаге 8 MW и да се она пребаци у Костолац. Тако је почела монтажа „Малог Костолца“. Пренос опреме и монтажа вршени су под надзором Александра Хрњичека, дипломираног машинског инжењера, а грађевински пројекат урадила је архитекта Милица Штерић.
Термоелектрана „Мали Костолац“ пуштена је у рад 29. новембра 1948. године на Дан Републике. Први директор термоелектране Костолац био је Воја Марковић, дипломирани инжињер.

#### Изградња термоелектране „Велики Костолац“[6]
Истовремено, настављени су и радови на термоелектрани, коју су започели Немци, касније названој „Велики Костолац“. С обзиром да су Немци планирали да изграде четири агрегата од по 10,5 MW, за три су опрему донели из Рудника Бреза у Босни, која се састојала од три котла и три турбогенератора. Део пројектне документације пронађен је у Београду у Дирекцији Борског рудника. Трагање за опремом и документацијом настављено је и у Аустрији и Немачкој за шта је била задужена Војна Мисија Југославије. Већ 1946. године већи део документације добијен је од фирме „BBC“ (Babcoc, Hertmann & Braun), која је била главни пројектант централе у Костолцу. Друга екипа, на челу са Јованом Јанковићем пронашла је у Аустрији парне турбине, генераторе, транспортни мост и дробилицу за угаљ. Те године купљен је и трансформатор ЕЛИН 6/110 kV. Остала опрема уговорена је са фирмом „BBC“ и допремљена у Костолац 1949. године.
Термоелектрана „Велики Костолац“ је имала четири турбогенератора укупне снаге 44 мегавата. Први турбогенератор ове електране пуштен је у погон већ 1949. године. Главни координатор читавог пројекта изградње је био тадашњи реномирани београдски инжењер Милош - Миша Јовановић.
Крајем педесетих година Костолац је постао стуб енергетике Србије, мада је термоелектрана „Мали Костолац“ практично угашена 1957. године, јер је радила као вршна електрана само лети и делом у јесен, док је централа „Велики Костолац“ радила пуним капацитетом.
Крајем те године уграђен је четврти агрегат у термоелектрану „Велики Костолац“. Истовремено, са том годином отворен је подземни рудник „Ћириковац“ са једним нископом.

#### Изградња термоелектране „Костолац А1“
Почетком 60-их година започета је градња нове термоелектране и реконструкција површинског копа Костолац, који је требало да повећа годишњу производњу на милион тона угља. Знатан део средстава, пре свега за истраживање и пројектовање обезбедио је сам Комбинат. У почетку названа као термоелектрана „Костолац II“, касније под називом Блок1 термоелектране „Костолац А“, имао је снагу од 100 МW. У то време био је највећи термоенергетски блок у Србији, пуштен је у рад 1967. године, а и данас налази у функцији.
Почетком седамдесетих година термоелектрана „Велики Костолац“ престала је са радом, а главни производни погон је постао је „Костолац II". Тих година дошло је до „нафтног бума“ и форсирања тог врста горива, због ниске цене.

#### Изградња термоелектране „Костолац А2“[9]
У другој половини 70-их година, приоритете у развоју капацитета имају термоелектране „Косово“ и „Колубара“. У таквим условима 1975. године је започета градња новог термо блока од 210 MW. Значајан део средстава обезбеђен је кредитом тадашњег Совјетског Савеза, уз ангажовање не малог удела сопствених средстава. Изградња нове термоелектране, односно испорука опреме уговорена је са државним конзорцијумом у коме су биле руске и домаће фирме.
Изградња блока А2 је завршен 1980. године, када је први пут везан на мрежу електроенергетског система Србије. Пробни рад трајао је два месеца, а званично пуштање у рад уследило је у октобру исте године. Снабдевање угљем се вршило са копова „Кленовник“ и „Ћириковац“.

#### Изградња термоелектрана „Костолац Б“[10]
Одлука о изградњи следеће електране и новог површинског копа донета је 1976. године. Градња термоелектране је изискивала да се од 1978. године започне опсежно ископавање римских гробница, али и селидбу гробља мештана села Стари Костолац. Спорост археолошких истраживања нарочито у периоду од 1978. до 1981. године, значајно су успоравали радове на отварању копа „Дрмно“ али су без обзира на ту чињеницу очувани сви археолошки објекти, који су откривени тих година. Трошкови су подмиривани из текућег пословања предузећа. Подухват на конзервацији налазишта Виминацијум морао да се заврши пре постављања темеља.
Осим тога, због многобројних проблема у вези инвестиција, тек 10. октобра 1982, поред површинског копа, уз само село Дрмно, по коме су оба енергетска објекта добила име, изливањем темеља започета је градња нове термоелектране, осам година након доношења одлуке. Финансијски проблеми су потицали од чињенице да је Костолац у то време већ градио блок од 210 MW (А1) и отварао површински коп „Ћириковац“, а на стручне комисије вршен је притисак око избора опреме, због испуњавања рокова. Према средњорочним плановима Дрмно није био у приоритетима градње. Финансијски проблеми решени су 1982. године уласком Електровојводине у инвестиције. Већ 1983. године је започета монтажа опреме. Котловско постројење испоручили су „Минел котлоградња“ из Београда, Фабрика котлова СЕС, Тлмаче из Чехословачке и „Сулзер Винтертур“ из Швајцарске. Компромис око испоручиоца опреме направљен је и око турбогенератора. За први блок статор је испоручила Пољска компанија „Дол-Мел“ из Вроцлава, а ротор из швајцарске фирме BBC из Бадена. Други генератор је произведен у фабрици „Раде Кончар“ из Загреба уз документацију BBC из Швајцарске. Такође је ова фирма испоручила и систем побуде. Из „ЈУГЕЛ-а“ су вршени притисци, на основу улагања од 40 одсто, да „Раде Кончар“ из Загреба испоручи и блок трансформатор снаге 50 МВА, за оба блока. Шаренило у опреми, условљено притисцима инвеститора да се користи опрема, која потиче из њиховихих земаља и постављеним роковима, није било најбоље техничко решење, што ће у каснијим годинама узроковати сталне потребе за реконструкцијама и побољшањима на појединим сегментима технологије.
Прве пробе машина изведене су 15. септембра 1985. године. До пуштања у производњу првог блока, јавили су се многи проблеми и обављане су бројне ревизије, о чему се тада није јавно говорило. Први блок термоелектране „Костолац Б“, снаге 348,5 МW ушао је у производњу 30. децембра 1987. године, пет година од почетка градње. Нови коп „Дрмно“ отворен је такође 1987, што је довело до драстичног повећања капацитета за производњу угља у костолачком басену .
Други блок Б2, истоветне снаге, почиње са радом тек три године касније у јануару 1991. године, након вишеструких пробијања рокова од стране испоручиоца турбине фирме „Раде Кончар“ из Загреба, а и других испоручиоца, који су каснили због неплаћања. Међутим, већ у пролеће је дошло до тешке хаварије на истој турбини, због чега је блок стао. Испоручилац тада није прихватило кривицу за пробијање турбогенератора. Не задуго дошло је до друге хаварије, на блоку Б1, када је експлодирао цевни систем, а један радник погинуо, па је донета одлука да се турбогенератор са блока Б1 угради на блок Б2м јер је санација цевног система требало да траје месецима.

### 90-е[13]
90-е године су биле најтеже за економију земље од Другог светског рата. Привреда је лоше функционисала због недостатка репроматеријала, резервних делова, суноврата економије и тржишта. Почетком 1992. државни ограни Србије донели су одлуку о оснивању јединственог државног предузећа за производњу, дистрибуцију и пренос електричне енергије под називом ЈП „Електропривреда Србије“, па урађене су значајне реорганизације, што је у стварало велике проблеме у функционисању предузећа, због неусклађености у експлоатацији и ремонтовању капацитета.
Због санкција је успостављен потпуно илегални систем набавке делова, заснован на сналажљивости, што је умногоме отежавало рад. ЕПС је због тога плаћао високу цену. У исто време, технолошки процеси су били експлоатисани до крајњих граница издржљивости, с обзиром да је електрична енергија била социјална донација државе грађанима, који су трпели тешке последице економске кризе изазване ратним сукобима на подручју бивше Југославије Костолац је тих година имао проблема са поузданошћу капацитета јер су блокови „вожени“ максималном снагом што је узроковало и честа испадања.
Са годишњом производњом термоелектрана од готово 3 милиона KWh тих година су постизани рекорди у производњи електричне енергије. Међутим, такву производњу нису пратиле инвестиције и одржавање, што ће оставити трага у стабилности производње. Посебно су дотрајали блокови ТЕ Костолац А, чија је ревитализација одлагана из године у годину. Део опреме који је стизао из Русије није био комплетиран, па је опрема ускладиштавана, чекајући боља времена.
Бомбардовање Србије 1999. године дошли су изненада (мада је најављивана таква могућност), тако да је производња на коповима иу Термоелектрани прешла на ратне услове. Велики број људи је мобилисан, а такође је један број послат на плаћена одсуства. На постројењима је радио оптималан број радника и то је показало колико је добра организација и у једном и у другом предузећу. Сирене су више пута дневно објављивале ваздушну опасност и престанак опасности, али су копови и електране радили пуним капацитетом све до 2. маја, када су бачене графитне бомбе на трафо - поље Термоелектране. Србија је остала у мраку, а даноноћно су радници скидали графитна влакна са далековода и трафо постројења. Два дана касније, 4. маја разорено је и разводно постројење Костолца Б.

#### Од 2001
Учестале хаварије, кварови и застоји карактерисали су Костолац у ЕПС-у као мало поуздан капацитет. Костолцу су била потребна средства за обнову. Прве донације стигле су тек у јуну 2001. године.
Тада са почело са обновом механизације и технолошким опоравком постројења. Најпре је урађена ревитализација блока А1 од 100 мегавата, а потом и уградња електрофилтера, што је био основни циљ развоја термоелектрана. Током десет година вршене су бројне реконструкције и модернизације блокова, посебно у Костолцу Б.

## Инсталациони капацитети
Термоелектрана „Костолац А“ (ТЕ-КО А) има два блока: блок А1 са снагом од 100 MW, који је почео са производњом 1967. године и блок А2 са снагом од 210 МW, који је почео са производњом 1980. године.
| ТЕ-КО А   | ТЕ-КО А   | ТЕ-КО А   |
| генератор | ген. (MW) | праг (MW) |
| --------- | --------- | --------- |
| А1        | 100       | 90        |
| А2        | 210       | 191       |

Термоелектрана „Костолац Б“ (ТЕ-КО Б) има два блока: блок Б1 снаге 348,5 МW, који је почео са производњом 1987. године и блок Б2 снаге 348,5 МW, који је почео са производњом 1991. године
| ТЕ-КО Б   | ТЕ-КО Б   | ТЕ-КО Б   |
| генератор | ген. (MW) | праг (MW) |
| --------- | --------- | --------- |
| Б1        | 348,5     | 320       |
| Б2        | 348,5     | 320       |

Где је ген. (MW) номинална снага генератора, а праг (MW) номинална снага на прагу преноса.
У току је изградња новог постројења за производњу електричне енергије Б3 снаге 350 МW.